# Saint-Julien-le-Pèlerin
Saint-Julien-le-Pèlerin è un comune francese di 138 abitanti situato nel dipartimento della Corrèze, nella regione della Nuova Aquitania.

## Società

### Evoluzione demografica
Abitanti censiti